# Małgorzata Gwiazdecka
Małgorzata Gwiazdecka est une costumière polonaise.

## Filmographie (sélection)
costumière
- 2016 : Smolensk
- 2012 : Misja Afganistan (série télévisée)
- 2009 : Historia Kowalskich (série télévisée)
- 2008 : Wino truskawkowe
- 2007 : Taxi A
- 2006 : The Great San Francisco Earthquake (série télévisée)
- 2005 : Solidarność, Solidarność...
- 2005 : The Man-Eating Wolves of Gysinge (série télévisée)
- 2003 : La Petite Prairie aux bouleaux
- 2002 : Julie Walking Home
- 2002 : Le Sorceleur (série télévisée)
- 2001 : La Plage noire
- 1997 : 13 posterunek (série télévisée)
- 1995 : Les Milles

assistante
- 1993 : La Liste de Schindler

actrice
- 1997 : Brute